# Ганболдын Гэрэлболд
Ганболдын Гэрэлболд (монг. Ганболдын Гэрэлболд; 7 августа 1991) — монгольский шашист (международные шашки), бронзовый призёр чемпионата Азии 2017 года, чемпион мира среди кадетов (2007), двукратный чемпион Монголии (2016, 2024). Мастер ФМЖД. FMJD-Id: 15903.
В чемпионате страны дебютировал в 2007 году.
На чемпионате Азии 2013 года занял 5 место, в 2016 году был 22-м. В 2017 году стал бронзовым призёром.
На чемпионате мира 2017 года занял 21 место в полуфинале С.